# Black Oxen
Pour plus de détails, voir Fiche technique et Distribution.
Black Oxen est un film américain réalisé par Frank Lloyd, sorti en 1923.

## Synopsis
Ayant subi un traitement médical glandulaire ainsi qu'une chirurgie aux rayons X  qui lui redonne jeunesse et beauté, Madame Zatianny, anciennement Mary Ogden, quitte l'Autriche pour les États-Unis. Là-bas, le jeune dramaturge Lee Clavering la rencontre et en tombe amoureux. Janet Oglethorpe, une garçonne animée et précoce, est également amoureux de Lee mais il ne l'a pas encore remarquée. Mary et Lee envisagent de se marier. L'un des anciens amants de Madame, le prince Rohenhauer, arrive dans la ville et la convainc de la folie de cette union. Lors d'une ultime rencontre, elle rompt avec Clavering et retourne en Autriche. À la fin, Lee découvre le bonheur avec Janet alors qu'ils s'en vont dans un taxi.

## Fiche technique
- Réalisation : Frank Lloyd
- Scénario : 	Frank Lloyd, Mary O'Hara d'après 	Black Oxen de Gertrude Atherton
- Photographie : Norbert Brodine
- Distributeur : Associated First National Pictures
- Montage : Edward M. Roskam
- Durée : 8 bobines[1] 80 minutes
- Date de sortie :
  - USA : 29 décembre 1923

## Distribution

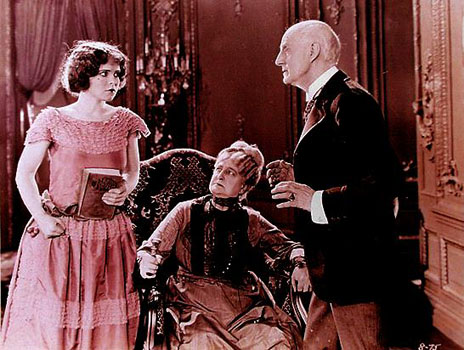
Clara Bow, Kate Lester et Tom Ricketts dans une scène du film

- Corinne Griffith : Madame Zatianny/Mary Ogden
- Conway Tearle : Lee Clavering
- Clara Bow : Janet Ogelthorpe
- Tom Ricketts : Charles Dinwiddie
- Carmelita Geraghty : Anna Goodrich
- Tom Guise : Juge Gavin Trent
- Alan Hale	: Prince Rohenhauer
- Kate Lester : Jane Ogelthorpe
- Harry Mestayer : James Ogelthorpe
- Claire McDowell : Agnes Trevor
- Lincoln Stedman : Donnie Ferris